# Andrei Michailowitsch Mischin
Andrei Michailowitsch Mischin, russisch; Andrey Mikhaylovich Mishin, kyrillisch; Андрей Михайлович Мишин (* 28. Mai 1979 in Novochunka, Oblast Irkutsk) ist ein ehemaliger russischer Amateurboxer.

## Werdegang
Er gewann 1997 im Halbweltergewicht die Junioren-Europameisterschaften in Birmingham und 1998 im Weltergewicht die Goodwill Games in New York City. 1999, 2001 und 2002 wurde er Russischer Meister im Halbmittelgewicht.
Im Mai 2000 nahm er im Halbmittelgewicht an den Europameisterschaften in Tampere teil, kam durch Siege u. a. gegen Nikola Sjekloća bis ins Finale und wurde erst dort vom Deutschen Felix Sturm besiegt. Im September desselben Jahres startete er noch im Halbmittelgewicht bei den Olympischen Sommerspielen in Sydney, wo er jedoch noch in der Vorrunde gegen Frédéric Esther (11:16) ausschied.
Bei den Weltmeisterschaften 2001 in Belfast, verlor er im Viertelfinale knapp gegen Marian Simion (20:21) aus Rumänien und stieg damit auf Platz 5 aus. Dafür gewann er im Juli 2002 die Europameisterschaften in Perm; er setzte sich dabei im Halbmittelgewicht gegen Wiktor Poljakow aus der Ukraine (17:13), Dimitri Serdjoek aus den Niederlanden (t.K.o.), Bülent Ulusoy aus der Türkei (28:19), Marian Simion aus Rumänien (28:19) und Lukas Wilaschek aus Deutschland (t.K.o.) durch.
2003 erreichte er wieder einen 5. Platz bei den Weltmeisterschaften in Bangkok, nachdem er im Weltergewichts-Viertelfinale gegen Ruslan Chairow (11:18) ausgeschieden war.